# Strongylodesma
Strongylodesma is een geslacht van sponsdieren uit de klasse van de Demospongiae (gewone sponzen).

## Soorten
- Strongylodesma algoaensis Samaai, Gibbons, Kelly & Davies-Coleman, 2003
- Strongylodesma aliwaliensis Samaai, Keyzers & Davies-Coleman, 2004
- Strongylodesma areolata Lévi, 1969
- Strongylodesma nigra Samaai, Gibbons & Kelly, 2009
- Strongylodesma novaecaledoniae Samaai, Gibbons & Kelly, 2009
- Strongylodesma purpurea Samaai, Gibbons & Kelly, 2009
- Strongylodesma tongaensis Samaai, Gibbons & Kelly, 2009
- Strongylodesma tsitsikammaensis Samaai, Gibbons, Kelly & Davies-Coleman, 2003